# Trachyrincus scabrus
Il pizzuto o pesce topo pizzuto (Trachyrincus scabrus sin.  Trachyrhynchus trachyrhynchus) è un pesce abissale della famiglia Macrouridae.

## Distribuzione e habitat
Vive in mar Mediterraneo ed in Atlantico orientale tra le Isole Britanniche e il Senegal.

Vive a grandi profondità, tra 200 e 2000 metri, su fondi di fango.

## Descrizione
Ha un aspetto così caratteristico da non essere confondibile con altri pesci topo a causa del rostro molto lungo e piatto, terminante in una punta acuta e portante due carene, una per parte. Gli occhi sono molto grandi mentre la bocca è piccola; la mandibola porta un barbiglio molto breve. Il corpo termina con una coda sottile, priva di pinna caudale. Le pinne dorsali sono due di altezza simile, la prima breve e la seconda lunga fino all'estremità posteriore, l'anale è simile ma più corta. Pettorali e ventrali sono piccole. La sagoma del pesce è più panciuta rispetto agli altri membri della famiglia. La linea laterale corre presso la parte superiore del corpo; lungo le basi delle anale e seconda dorsale ci sono piccole spine rivolte verso la coda. Le squame sono armate di spine, al tatto questo pesce risulta assai ruvido.

Il colore è grigiastro con pinne scure ed occhi verdi.
Raggiunge i 50 cm di lunghezza.

## Alimentazione
Si ciba di animaletti bentonici che scova nel fango.

## Riproduzione
Depone uova pelagiche in febbraio-marzo.

## Pesca
Si cattura talvolta con reti a strascico e palamiti ed è commestibile ma non si incontra sui mercati.